# Селидівський професійний ліцей
Селидівський професійний ліцей (ПТУ №41) —  освітній заклад II рівня акредитації у місті Селидове Донецької області.

## Освітня діяльність
Селидівський професійний ліцей здійснює професійну підготовку:
- Перукар (перукар-модельєр), манікюрник
- Електрогазозварник, контролер зварювальних робіт
- Кухар, кондитер
- Електрослюсар підземний, машиніст підземних установок
- Обвалювальник м'яса, жилувальник м'яса та субпродуктів
- Оператор з обробки інформації та програмного забезпечення, офісний службовець (бухгалтерія)
- Тракторист-машиніст сільськогосподарського (лісогосподарського) виробництва, слюсар з ремонту сільськогосподарських машин та устаткування,  водій автотранспортних засобів
- Живописець, фотограф

## Історія
Професійно-технічне училище №41 створено наказом Донецького обласного управління професійної освіти № 257 від 11 листопада 1971 року. Очолив його Михайло Григорович Кандудін. Головним завданням навчального закладу було підготувати кваліфіковані кадри для вугільної промисловості та будівництва.
Коли училище відкривалося, то у ньому було побудовано лише три корпуси. У 1972 році весь колектив було мобілізовано на доброустрій навчального комплексу. Майже рік будували стадіон, прибудову до навчального приміщення, перехідну галерею між корпусами, впорядковували подвір'я.
У 1983 році навчальний заклад отримав кубок Олексія Стаханова як одне з найкращих училищ України.
2000 р. — поряд з гірничими професіями з'явилися різнопрофільні: «Кухар, кондитер», «Секретар-машиністка», «Перукар, манікюрниця», «Продавець продовольчих товарів», «Контролер-касир», «Молодша медична сестра з догляду за хворими», «Електрогазозварник», «Слюсар з ремонту автомобілів». Також на цей період до нього було приєднано Новогродівське училище № 63, яке стало філіалом.
2002 р. — ліцей серед чотирнадцяти кращих в Україні став учасником Україно-Британського проєкту «Ділова активність».
У 2003 році навчальному закладу було надано звання «Селидівський професійний ліцей».
2011 р. — участь у Всеукраїнському проєкті «Ювілеї і ювіляри».
2012 р. — виходить збірник-проект «Успішна людина — успішна країна».
2017 р. - участь у Всеукраїнському конкурсі професійної майстерності WorldSkilsUkraine в компетенції "Кондитерське мистецтво" та отримання II місця у номінації "Цукрові квіти".
У 2018 р. у ліцеї проведено регіональну (не)конференцію для педагогів шкіл та ПТНЗ mini-EdCamp Selydove.
2019, 2020 р. — участь у міжнародній ініціативі Всесвітній День Гідності.